# Elezioni di metà mandato negli Stati Uniti d'America
Le elezioni di metà mandato (dall'inglese Midterm Elections) sono delle elezioni negli Stati Uniti che si tengono ogni quattro anni, due anni dopo le elezioni presidenziali.
In tale occasione si rinnovano tutti i seggi della Camera dei rappresentanti, un terzo di quelli del Senato e la maggior parte delle cariche esecutive dei singoli stati federati della federazione (a partire dai governatori).

## Descrizione
Tale tornata elettorale si tiene il martedì seguente il primo lunedì del mese di novembre degli anni pari e riguarda i 435 membri della Camera dei rappresentanti e un terzo dei 100 membri del Senato (alternativamente 33 o 34). Le elezioni di metà mandato si tengono a metà del mandato presidenziale (4 anni), e da ciò deriva la loro denominazione.
Le elezioni di metà mandato riguardano anche i governatori di trentasei dei cinquanta Stati membri degli Stati Uniti: trentaquattro Stati infatti eleggono i loro governatori per mandati quadriennali durante le elezioni midterm, mentre il Vermont e il New Hampshire eleggono i propri governatori per mandati biennali in concomitanza, quindi una volta con le elezioni presidenziali e una volta con le midterm elections. Vengono eletti inoltre in questa occasione i membri delle assemblee legislative degli Stati membri e degli organi di contea per un mandato di due anni.
Le ultime elezioni di metà mandato per la Camera dei rappresentanti, per il Senato e per i governatori degli Stati membri si sono tenute l'8 novembre 2022.

### Valore politico
Le elezioni di metà mandato finiscono per assumere un'importante dimensione politica di giudizio dell'operato del presidente e dal loro esito è possibile fare analisi di previsione in ordine alle scelte politiche del successivo biennio, anche per via di un eventuale governo diviso che può generarsi dall’esito di quest’ultime.
Spesso accade, a causa dei diversi meccanismi di rielezione delle due Camere (la Camera dei rappresentanti si scioglie automaticamente ogni due anni; i mandati dei senatori sono individuali e non è previsto lo scioglimento automatico del Senato), che, per fine mandato, siano in concorso anche alcuni seggi del Senato.

## Elezioni
| Anno | Presidente            | Partito presidenziale    | Seggi persi/guadagnati dal partito | Seggi persi/guadagnati dal partito |
| Anno | Presidente            | Partito presidenziale    | Seggi della Camera                 | Seggi del Senato                   |
| ---- | --------------------- | ------------------------ | ---------------------------------- | ---------------------------------- |
| 1790 | George Washington     | Nessuno                  | +3: (37 ► 40)                      | 0: (18 ► 18)                       |
| 1794 | George Washington     | Nessuno                  | -4: (51 ► 47)                      | +3: (16 ► 19)                      |
| 1798 | John Adams            | Federalista              | +3: (57 ► 60)                      | 0: (22 ► 22)                       |
| 1802 | Thomas Jefferson      | Democratico-Repubblicano | +35: (68 ► 103)                    | +5: (17 ► 22)                      |
| 1806 | Thomas Jefferson      | Democratico-Repubblicano | +2: (114 ► 116)                    | +1: (27 ► 28)                      |
| 1810 | James Madison         | Democratico-Repubblicano | +13: (94 ► 107)                    | 0: (26 ► 26)                       |
| 1814 | James Madison         | Democratico-Repubblicano | +5: (114 ► 119)                    | -3: (26 ► 22)                      |
| 1818 | James Monroe          | Democratico-Repubblicano | +13: (145 ► 158)                   | +2: (28 ► 30)                      |
| 1822 | James Monroe          | Democratico-Repubblicano | +34: (155 ► 189)                   | 0: (44 ► 44)                       |
| 1826 | John Quincy Adams     | Democratico-Repubblicano | -9: (109 ► 100)                    | -2: (21 ► 19)                      |
| 1830 | Andrew Jackson        | Democratico              | +10: (136 ► 126)                   | +1: (25 ► 26)                      |
| 1834 | Andrew Jackson        | Democratico              | 0: (143 ► 143)                     | +1: (21 ► 22)                      |
| 1838 | Martin Van Buren      | Democratico              | -3: (128 ► 125)                    | -7: (35 ► 28)                      |
| 1842 | John Tyler            | Nessuno                  | -69: (142 ► 73)                    | -3: (30 ► 27)                      |
| 1846 | James K. Polk         | Democratico              | -30: (142 ► 112)                   | +2: (33 ► 35)                      |
| 1850 | Millard Fillmore      | Whig                     | -22: (108 ► 86)                    | -3: (36 ► 33)                      |
| 1854 | Franklin Pierce       | Democratico              | -75: (158 ► 83)                    | -3: (36 ► 33)                      |
| 1858 | James Buchanan        | Democratico              | -35: (133 ► 98)                    | -4: (32 ► 38)                      |
| 1862 | Abraham Lincoln       | Repubblicano             | -23: (108 ► 85)                    | +1: (31 ► 32)                      |
| 1866 | Andrew Johnson        | Democratico              | +9: (38 ► 47)                      | 0: (10 ► 10)                       |
| 1870 | Ulysses S. Grant      | Repubblicano             | -32: (171 ► 139)                   | -5: (63 ► 58)                      |
| 1874 | Ulysses S. Grant      | Repubblicano             | -93: (199 ► 106)                   | -10: (52 ► 42)                     |
| 1878 | Rutherford B. Hayes   | Repubblicano             | -4: (136 ► 132)                    | -7: (38 ► 31)                      |
| 1882 | Chester A. Arthur     | Repubblicano             | -29: (151 ► 118)                   | 0: (37 ► 37)                       |
| 1886 | Grover Cleveland      | Democratico              | -16: (183 ► 167)                   | +2: (34 ► 36)                      |
| 1890 | Benjamin Harrison     | Repubblicano             | -93: (179 ► 86)                    | -4: (47 ► 43)                      |
| 1894 | Grover Cleveland      | Democratico              | -127: (220 ► 93)                   | -4: (44 ► 40)                      |
| 1898 | William McKinley      | Repubblicano             | -21: (205 ► 189)                   | +6: (44 ► 50)                      |
| 1902 | Theodore Roosevelt    | Repubblicano             | +9: (201 ► 210)                    | 0: (55 ► 55)                       |
| 1906 | Theodore Roosevelt    | Repubblicano             | -27: (251 ► 224)                   | +2: (58 ► 60)                      |
| 1910 | William Howard Taft   | Repubblicano             | -56: (219 ► 163)                   | -9: (59 ► 50)                      |
| 1914 | Woodrow Wilson        | Democratico              | -61: (291 ► 230)                   | +3: (50 ► 53)                      |
| 1918 | Woodrow Wilson        | Democratico              | -22: (214 ► 192)                   | -4: (52 ► 48)                      |
| 1922 | Warren G. Harding     | Repubblicano             | -77: (302 ► 225)                   | -7: (60 ► 53)                      |
| 1926 | Calvin Coolidge       | Repubblicano             | -9: (247 ► 238)                    | -6: (56 ► 50)                      |
| 1930 | Herbert Hoover        | Repubblicano             | -52: (270 ► 218)                   | -6: (56 ► 50)                      |
| 1934 | Franklin D. Roosevelt | Democratico              | +9: (313 ► 322)                    | +9: (60 ► 69)                      |
| 1938 | Franklin D. Roosevelt | Democratico              | -72: (334 ► 262)                   | -7: (75 ► 68)                      |
| 1942 | Franklin D. Roosevelt | Democratico              | +45: (267 ► 222)                   | -8: (65 ► 57)                      |
| 1946 | Harry S. Truman       | Democratico              | -54: (242 ► 188)                   | -10: (56 ► 46)                     |
| 1950 | Harry S. Truman       | Democratico              | -28: (263 ► 235)                   | -5: (54 ► 49)                      |
| 1954 | Dwight D. Eisenhower  | Repubblicano             | -18: (221 ► 203)                   | -2: (49 ► 47)                      |
| 1958 | Dwight D. Eisenhower  | Repubblicano             | -48: (201 ► 153)                   | -12: (47 ► 35)                     |
| 1962 | John F. Kennedy       | Democratico              | -4: (262 ► 258)                    | +4: (64 ► 68)                      |
| 1966 | Lyndon B. Johnson     | Democratico              | -47: (295 ► 248)                   | -3: (67 ► 64)                      |
| 1970 | Richard Nixon         | Repubblicano             | -12: (192 ► 180)                   | +2: (43 ► 45)                      |
| 1974 | Gerald Ford           | Repubblicano             | -48: (192 ► 144)                   | -4: (42 ► 38)                      |
| 1978 | Jimmy Carter          | Democratico              | -15: (292 ► 277)                   | -2: (61 ► 59)                      |
| 1982 | Ronald Reagan         | Repubblicano             | -26: (192 ► 166)                   | 0: (54 ► 54)                       |
| 1986 | Ronald Reagan         | Repubblicano             | -5: (182 ► 177)                    | -8: (53 ► 45)                      |
| 1990 | George H. W. Bush     | Repubblicano             | -8: (175 ► 167)                    | -1: (45 ► 44)                      |
| 1994 | Bill Clinton          | Democratico              | -54: (258 ► 204)                   | -10: (57 ► 47)                     |
| 1998 | Bill Clinton          | Democratico              | +4: (207 ► 211)                    | 0: (45 ► 45)                       |
| 2002 | George W. Bush        | Repubblicano             | +8: (221 ► 229)                    | +2: (49 ► 51)                      |
| 2006 | George W. Bush        | Repubblicano             | -32: (231 ► 199)                   | -6: (55 ► 49)                      |
| 2010 | Barack Obama          | Democratico              | -63: (256 ► 193)                   | -6: (57 ► 51)                      |
| 2014 | Barack Obama          | Democratico              | -13: (201 ► 188)                   | -9: (53 ► 44)                      |
| 2018 | Donald Trump          | Repubblicano             | -41: (241 ► 200)                   | +2: (51 ► 53)                      |
| 2022 | Joe Biden             | Democratico              | -9: (222 ► 213)                    | +1: (50 ► 51)                      |